# Takaaki Sugino
Takaaki Sugino (杉野 正尭, Sugino Takaaki, Tsu, 18 de dezembro de 1998) é um ginasta artístico japonês.

## Início da vida
Sugino nasceu em Tsu, Mie, e começou a fazer ginástica quando tinha seis anos. Ele tem dois irmãos mais velhos que também competiram na ginástica. Seu pai morreu de câncer quando ele estava no ensino médio. Ele se formou no Instituto Nacional de Fitness e Esportes em Kanoya e se juntou ao Clube de Ginástica Tokushukai.

## Carreira
Sugino ganhou a medalha de ouro no cavalo com alças na Paris World Challenge Cup. Em dezembro, ele competiu no Toyota International e ganhou a medalha de ouro no cavalo com alças. Ele também ganhou uma medalha de bronze no cavalo com alças na Copa do Mundo de Baku. Ele ficou em 29º lugar no geral no Campeonato Japonês com a maior pontuação no cavalo com alças. Ele então ficou em 26º lugar no geral no Troféu NHK. Ele ganhou por pouco a medalha de ouro na barra horizontal à frente de Audrys Nin Reyes na Copa do Mundo de Desafio de Koper. Então, no Campeonato de Eventos do Japão, ele ficou em quinto lugar no cavalo com alças. Ele ficou em oitavo lugar com sua universidade no Campeonato de Equipe do Japão.
Sugino ficou em quarto lugar no geral no Campeonato Japonês, a cerca de um ponto da medalha de bronze. Ele terminou em quinto no geral no Troféu NHK e teve a segunda maior pontuação no exercício de solo, cavalo com alças e barra horizontal. Ele foi então selecionado para representar o Japão nas Olimpíadas de Verão de 2024 em Paris, França, ao lado de Daiki Hashimoto, Kazuma Kaya, Shinnosuke Oka e Wataru Tanigawa. Eles ganharam a medalha de ouro na final por equipes em 29 de julho, derrotando a rival de longa data China. Então, na final do cavalo com alças, ele terminou em sexto lugar com uma pontuação de 14.933. Ele caiu na final da barra horizontal e terminou em sétimo.